# Arjan Xhumba
Arjan Xhumba   (Gjirokastra, 9 de juliol de 1968) és un exfutbolista albanès de la dècada de 1990.
Fou 48 cops internacional amb la selecció albanesa.
Pel que fa a clubs, defensà els colors de Luftëtari, Giannina o Iraklis Saloniki.